# Пункт об авторском праве Конституции США

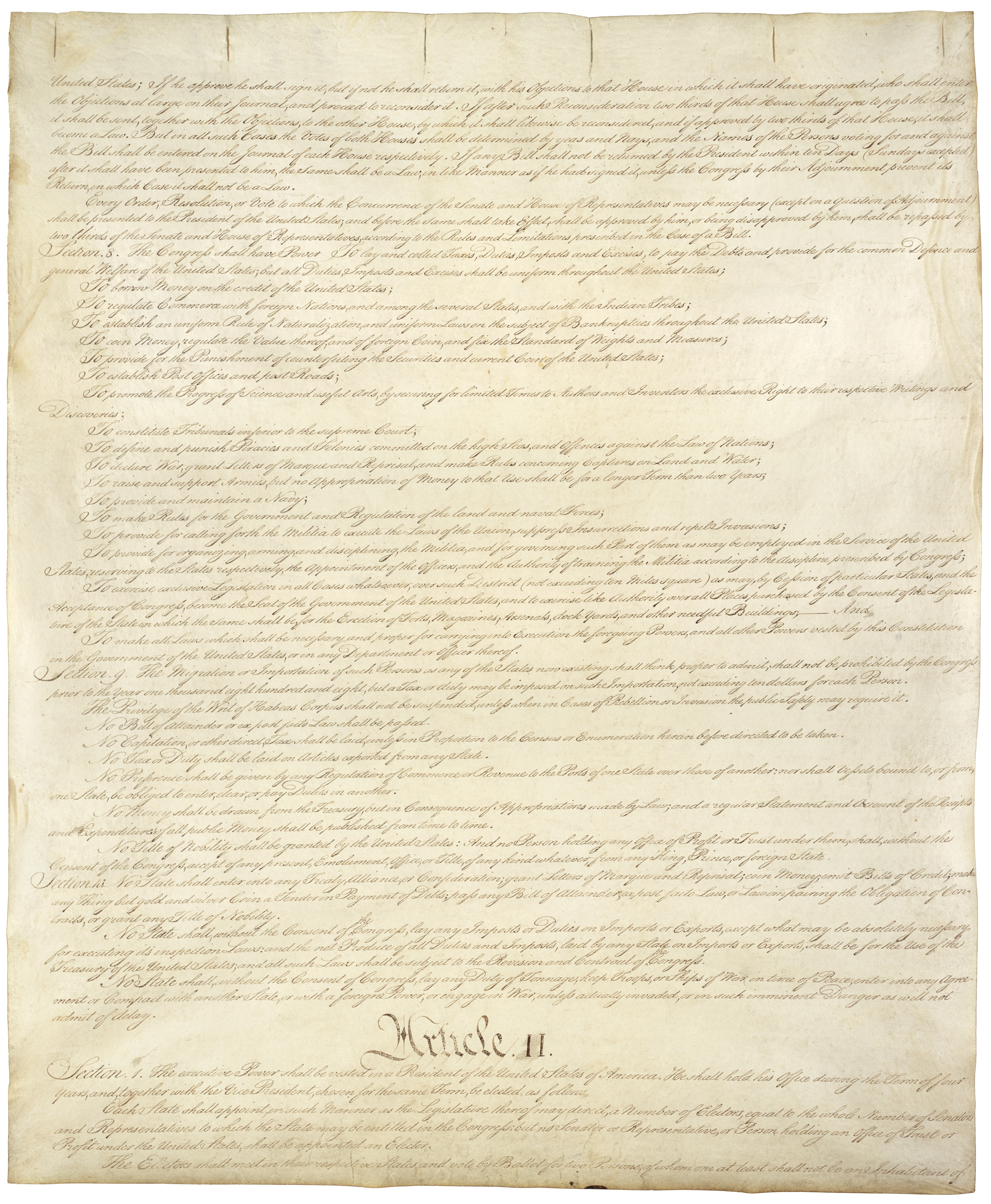
Вторая страница текста Конституции США с пунктом об авторском праве

Пункт об авторском праве (англ. Copyright Clause) — 8-й пункт 8-го отдела 1-й главы Конституции США. В первую очередь, значение данного пункта для законодательства США в том, что в нём впервые была оговорена охрана интеллектуальной собственности в США. Спустя 12 лет после принятия Конституции, в США был принят специальный Закон об авторском праве.
Хоть пункт и получил впоследствии название Copyright Clause, он часто упоминается как пункт авторского и патентного права, пункт патентного права, пункт об интеллектуальной собственности и пункт прогресса.

## Формулировка
Отдел 8 первой главы описывает полномочия Конгресса США. В числе прочего

Конгресс имеет право: ... содействовать развитию науки и полезных ремесел, закрепляя на определенный срок за авторами и изобретателями исключительные права на их сочинения и открытия
Оригинальный текст (англ.)To promote the Progress of Science and useful Arts, by securing for limited Times to Authors and Inventors the exclusive Right to their respective Writings and Discoveries.
— The Constitution of the United States

## История
18 августа 1787 года Конституционный конвент решал, какие пункты включить в полномочия Конгресса Соединённых Штатов. В тот день было сделано три предложения, объединённые сейчас в рамках прав интеллектуальной собственности. Одно из них внёс Чарльз Пинкни с целью «добиться авторам исключительных прав на ограниченное время». Два других предложения были сделаны будущим президентом Джеймсом Мэдисоном, служившего ранее в комитете Конгресса, созданного в соответствии со Статьями Конфедерации, который стимулировал отдельные штаты принять законодательство об авторском праве. Мэдисон предложил, что Конституция даст разрешение Конгрессу «обеспечить литературным авторам их авторские права в течение ограниченного времени», или, в качестве альтернативы, «поощрять их с помощью надлежащих премий и Положения, продвижение полезных знаний и открытий».
Предложения были переданы Комитету детализации, который 5 сентября 1787 года обнародовал пункт, содержащим текущую формулировку. Не сохранилось записей, объясняющих точный выбор слов, отобранных Комитетом детализации. Задачей Комитета было создание проекта Конституции, обработка поступавших предложений, которые обрабатывались и в итоге утверждались для проекта Конституции. 17 сентября 1787 года члены Конвенции единогласно согласились с предлагаемым текстом без обсуждения, и в такой формулировке пункт был включен в Конституцию.

## Влияние
Пункт действительно предоставляет два различных полномочия: полномочия для обеспечения в течение ограниченного времени авторам исключительных прав на их произведения является основой для Законов США об авторском праве, и полномочия для обеспечения в течение ограниченного времени изобретателям исключительные права на их открытия и изобретения является основой для патентного законодательства США. Поскольку пункт не содержит ни одного языка, в соответствии с которым Конгресс может защитить торговые марки, тот, вместо этого охраняются в соответствии с пунктом торговли. Некоторые термины в предложении используются в архаичных значениях, потенциально запутывающих современных читателей. Например, «полезные искусства» не относится к художественной деятельности, а к работе ремесленников; «Наук» относится не только к областям современного научного исследования, а скорее ко всему знанию в целом.
Кроме того, формулировка допускает только защиту сочинений авторов и открытий изобретателей. Таким образом, труды могут быть защищены лишь в той мере, в какой они отвечают критериям оригинальности, и «изобретения» должны быть по-настоящему чем-то новым, а не только очевидными улучшениями существующих изделий. Термин «труды авторов», как представляется, не защищает авторство не людей, таких, например, как картины шимпанзе и генерированные компьютером коды.